# Turibús

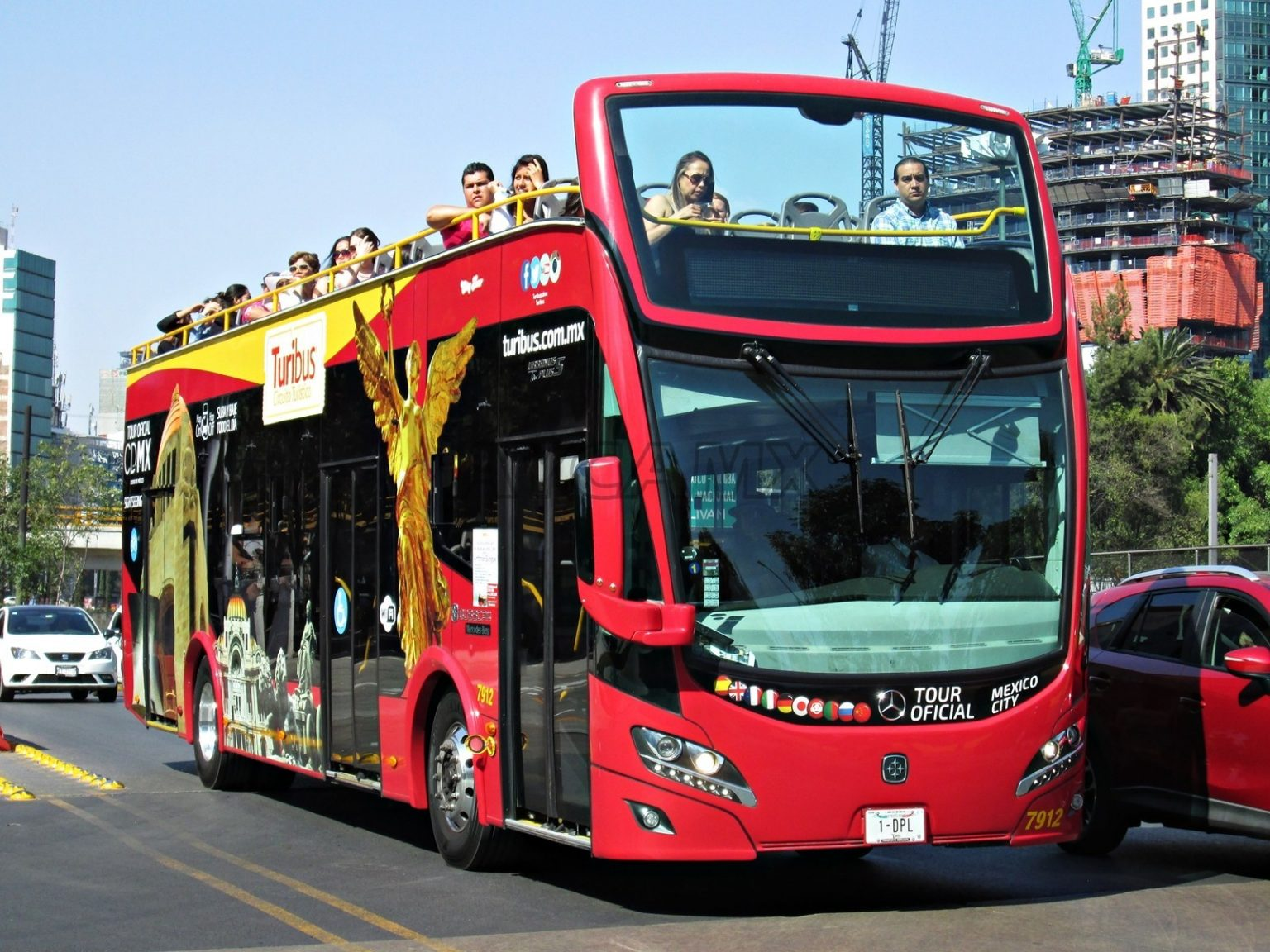
Turibus en la Ciudad de México.

Turibús es una marca del conglomerado mexicano Mobility ADO y se refiere al servicio de autobús turístico operado por la empresa y que consiste en un sistema de transporte dirigido principalmente al visitante, que recorre los más importantes sitios de interés de varias ciudades del país. 
El servicio en la Ciudad de México se lleva a cabo a través de dos rutas, la primera por las principales avenidas y atractivos del centro de la ciudad y la segunda en el centro y sur. Se inició en septiembre de 2002 por medio de autobuses de dos pisos sin techo, de color rojo, que recorren la zona de Chapultepec, paseo de la Reforma y centro histórico. En mayo de 2007 amplió su recorrido con un circuito por la zona sur de la ciudad.
Se puede abordar en cualquiera de las paradas de ambos circuitos y el pasaje se paga a bordo. El costo del pasaje incluye el transporte por todo el día, permitiendo descender y ascender en cualquier parada sin costo extra, así como realizar el transbordo entre ambos circuitos.
El servicio incluye audio explicativo pregrabado en español, inglés, japonés, alemán, italiano y francés, con detalles de cada zona y lugar de interés, que se puede escuchar por medio de auriculares descartables proporcionados con el costo del pasaje.
Este servicio es operado por Mobility ADO.

## Recorridos

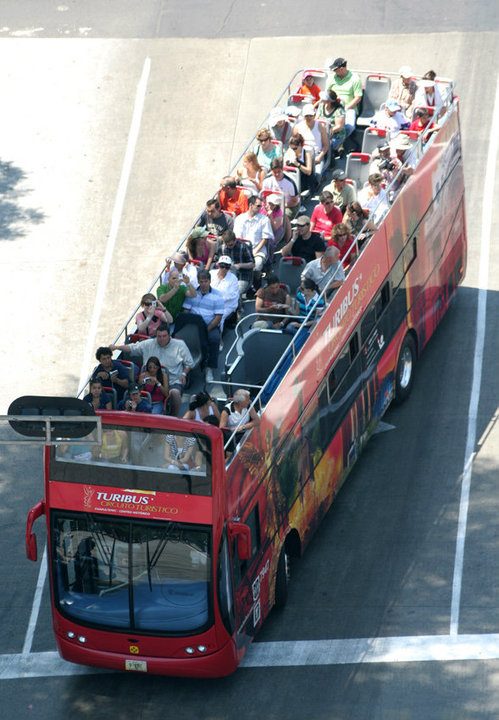
Recorrido Ciudad de México.

El recorrido "Chapultepec-Centro Histórico" comienza en el Auditorio Nacional y a lo largo de sus 21 paradas pasa por el Bosque de Chapultepec, Colonia Condesa, la Fuente de Cibeles (donde se realiza el transbordo gratuito al "Circuito Sur"), paseo de la Reforma, la Alameda Central, el Zócalo o plaza de la Constitución, calle Tacuba, el Monumento a la Revolución, el Museo Nacional de Antropología, la zona de Polanco y la segunda sección del Bosque de Chapultepec, entre otras zonas de interés turístico. Tiene una duración aproximada de tres horas.
El "Circuito Sur" tiene 15 paradas, comienza en la Fuente de Cibeles y pasa por el World Trade Center, la Monumental Plaza de toros México, el estadio de la UNAM, la Ciudad Universitaria, el centro histórico de Tlalpan, la delegación Coyoacán y la Casa Azul de Frida Kahlo, entre otros sitios. Tiene una duración aproximada de tres horas y media.
El Circuito "Norte - Basílica de Guadalupe" cuenta con 4 estaciones para ascenso y descenso: Zócalo, Plaza Garibaldi, Centro Cultural Tlatelolco y la Basílica de Guadalupe.
Los tres Circuitos anteriores son válidos con un brazalete no importando el día de la semana. 
Turibús ha comenzado a diversificar sus recorridos, con lo que se han dado inicio a los TOURS TEMÁTICOS.
Turibús Nocturno
Tour Cantinas tradicionales del centro histórico
Tour Palacios de la Ciudad de los Palacios
Tour Turiluchas
Tour Circuito Centenario del Ejército Mexicano

## Horario
Los recorridos comienzan a las 9 y concluyen a las 21, los 365 días del año. Cumplido el horario límite, los pasajeros deben descender en la parada más cercana.
Turibús también cuenta con un servicio nocturno (Reforma - Polanco - Condesa - Roma - Centro Histórico) los días viernes y sábados de 21:00 a 01:00.

## Unidades

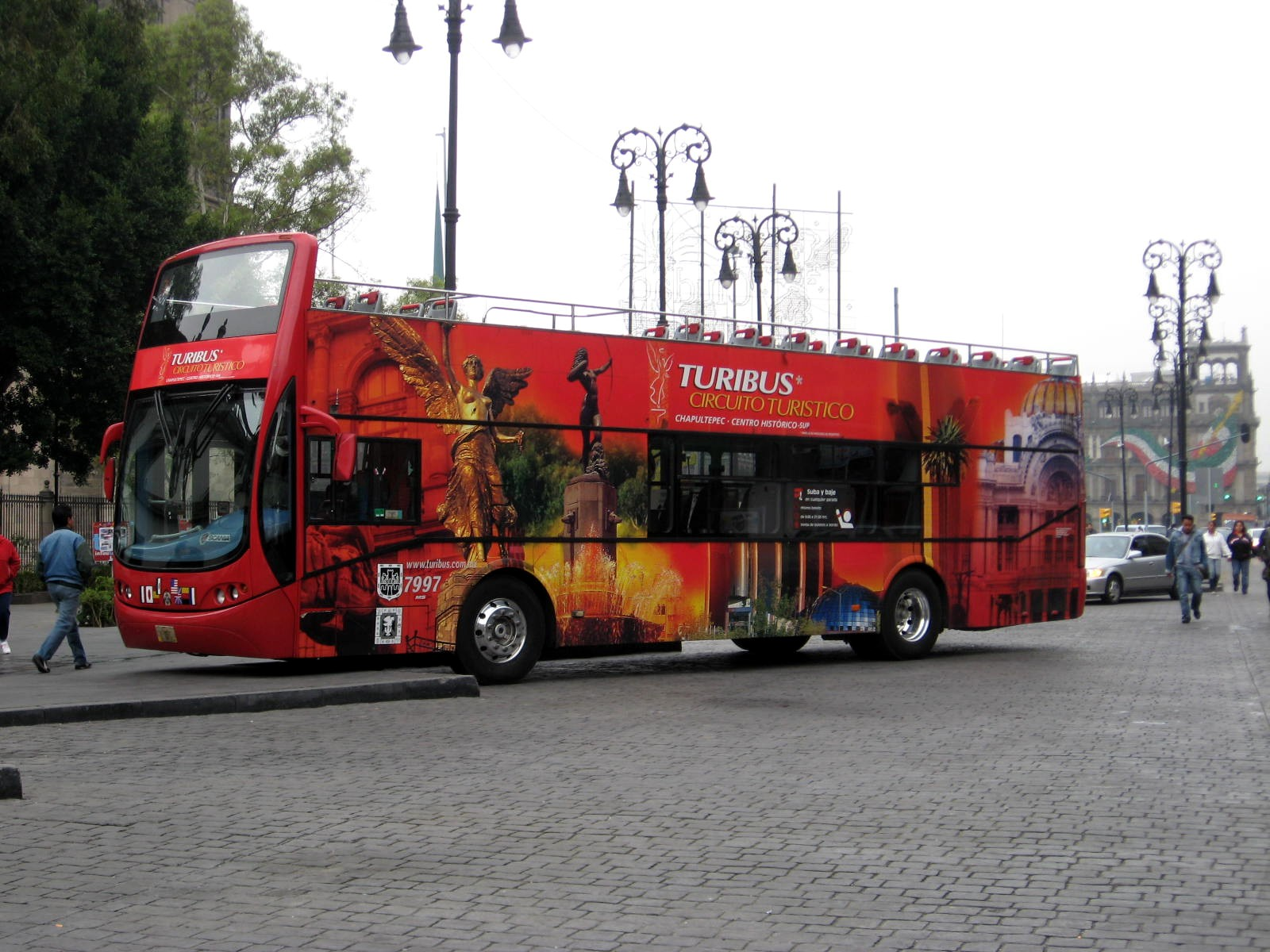
Vista lateral del Turibús.

Las 23 unidades que prestan el servicio transportan unos 310 mil pasajeros anuales. Las unidades de Turibús tienen capacidad para 71 pasajeros, de las cuales 53 se encuentran en el segundo piso panorámico. Cuentan con accesibilidad para discapacitados, con rampa para silla de ruedas en la planta baja.

## Tarifas
- Circuito Histórico y Sur: $160 (lunes a viernes) y $180 (sábados, domingos y días festivos)
- Menores de 4 a 12 años: $80 y $90
- Pasaje válido para dos días lunes a viernes ADULTO: $230.00, NIÑOS E INAPAM: $115.00. Sábado, domingo y días festivos ADULTO: $270.00, NIÑOS E INAPAM: $130.00
- Turibús Nocturno: $100 (sólo viernes y sábados)

- Costos sujetos a cambio sin previo aviso, es importante consultar vigencias en la página oficial.[9]

## Recomendaciones
La empresa que administra el Turibús recomienda llevar protección contra el sol (sombreros, gorras y bloqueador solar) así como bebidas hidratantes. Durante el recorrido, los pasajeros que viajan en el segundo piso de las unidades deben tener cuidado con las ramas de los árboles, cables de luz y puentes, que pueden representar un riesgo para la integridad física.